# Elias Schneitter
Elias Schneitter (* 5. August 1953 in Zirl) ist ein österreichischer Schriftsteller, Verleger und Festivalmanager.

## Leben und Werk
Zusammen mit Bertram Haid gestaltete Elias Schneitter als Teil des Duos BAES bis  2005 wöchentliche Cartoons für diverse Zeitungen. Aus dieser Zusammenarbeit ist auch der Verlag Edition BAES hervorgegangen, den Elias Schneitter von Zirl aus betreibt. Dabei kommt das Konzept einer low lectured edition zur Anwendung.
Als Mitveranstalter des Literaturfestivals Sprachsalz in Hall in Tirol ist Elias Schneitter mittlerweile zu einem Promoter der amerikanischen Beatniks für den deutschsprachigen Raum geworden.
In Elias Schneitters Erzählungen ziehen meist Randfiguren Bilanz, die das geplante Leben verfehlt und dafür ein anderes gefunden haben. Die Helden verdichten ihr Desaster oft zu einer Lebensweisheit, die sie zu später Stunde loswerden. Eine Hauptfigur ist der „Central-Dichter“, der aus dem Café Central heraus die Welt beobachtet und sein Gesamtwerk bereits in einer Kiste für den Vorlass zusammengepackt hat.

## Auszeichnungen
- 2011: Ehrenzeichen der Marktgemeinde Zirl

## Werke

### Romane, Erzählungen, Gedichte
- Auf wieder schaun. Gedichte. Hand-Presse, Innsbruck 1986.
- Notizen zu einer Biografie aus dem Umfeld des Central Dichters. Prosa. Skarabaeus, Innsbruck 2001, ISBN 3-7066-2247-5.
- Frühstück mit Sonnenbrille. Roby und seine Freunde. Roman. Skarabaeus, Innsbruck/Bozen 2005, ISBN 3-7082-3187-2.
- Zu guter Letzt. Erzählungen. Kyrene, Innsbruck 2006, ISBN 3-900009-30-9.
- Augenblicke einer Biografie, in der Giorgio Voghera schon seine Finger im Spiel hat. Prosa. Mit Zeichnungen von Hans Pfefferle. Skarabaeus, Innsbruck/Wien 2007, ISBN 978-3-7082-3221-8.
- Österreich. Karl. Erzählungen. Skarabæus, Innsbruck 2008, ISBN 978-3-7082-3251-5.
- Skizzen einer Biografie rund um das Verschwinden des Central Dichters. Skarabaeus, Innsbruck 2009, ISBN 978-3-7082-3271-3.
- Venedig. Jugendroman. 1. Kyrene, Innsbruck 2010, ISBN 978-3-900009-69-4.
- What's Nude. Gedichte. Herausgegeben von Martin Kolozs. Kyrene, Wien/Innsbruck 2011, ISBN 978-3-900009-90-8.
- Zirl.Innweg 8. Erzählung. Kyrene, Wien/Innsbruck 2013, ISBN 978-3-902873-32-3.
- Wie geht’s. Lyrik und Prosa. Nachwort Helmuth Schönauer. Stadtlichter Presse, Wenzendorf 2017, ISBN 978-3-936271-91-1.
- Fußball ist auch bei Regen schön. BAES, Zirl 2019, ISBN 978-3-9504833-2-1.
- Ein gutes Pferd zieht noch einmal. Erzählung. Kyrene, Wien 2020, ISBN 978-3-902873-67-5.
- Civetta. Erzählung. Hommage an Josef Ressel. Edition BAES, Zirl 2022, ISBN 978-3-9519872-9-3.

### Textalben mit Cartoons
- Bertram Haid, Elias Schneitter: BAES proudly presents: Pommes. Eine Story – just for friends. 1. Aufl. letztmalig. Innsbruck, Verl. San Francisco 1998, ISBN 3-9500933-0-3.
- Bertram Haid, Elias Schneitter: „Tirol ist nur eines.“ Vom Andreas zum Hofer. Eine Hommage in fünf Kapiteln. Zirl, BAES, Zirl 2002, ISBN 3-9500933-1-1.
- Bertram Haid, Elias Schneitter: Einfach durch den Tag. Eine Art Lebenshilfe. BAES, Zirl 2012, ISBN 978-3-9503233-6-8.

### Herausgeberschaft
- Janine Pommy-Vega: Ausgewählte Gedichte. Vorwort: Elias Schneitter. Übers.: Daniel Ostermann. Kyrene, Innsbruck 2010, ISBN 978-3-900009-73-1.
- Andrij Ljubka: Notaufnahme. Ukrainische Gedichte. Aus dem Ukrain. von Team-Baes-Low-Lectured. Edition BAES. Zirl 2012, ISBN 978-3-9503233-2-0.
- Ruth Weiss: A parallel planet of people and places. Stories and poems. BAES, Zirl 2012, ISBN 978-3-9503233-3-7.
- Zirl Heimat. Marktgemeinde Zirl, Zirl 2016, ISBN 978-3-9504351-0-8.
- Elias Schneitter & Helmuth Schönauer (Hrsg.): Austrian Beat. 27 österreichische Autorinnen und Autoren, die mit dem „Beat“ in Verbindung stehen. Edition BAES, Zirl 2018, ISBN 978-3-9504419-5-6.

### Übersetzungen ins Englische
- Austria. Karl. Übers.: Isabelle Esser. BAES, Zirl 2015, ISBN 978-3-9503811-6-0.
- High Seas.  Übers.: Isabelle Esser. BAES, Zirl 2016, ISBN 978-3-9503811-9-1.
- Moments of a biography in which Giorgio Voghera puts in several appearances. Übers.: Isabelle Esser. BAES, Zirl 2016, ISBN 978-3-9503811-8-4.

## Digitale Bibliothek
- Auf wieder schaun, ULB Tirol
- Augenblicke einer Biografie, ULB Tirol
- Einfach durch den Tag. Eine Art Lebenshilfe, ULB Tirol
- Frühstück mit Sonnenbrille, ULB Tirol
- Notizen zu einer Biografie, ULB Tirol
- Österreich. Karl, ULB Tirol
- Skizzen einer Biografie, ULB Tirol
- Tirol ist nur eines, ULB Tirol